# Birmingham Moseley Rugby Football Club
Maillots
Birmingham Moseley Rugby Football Club, ou Birmingham Moseley RFC, est un club de rugby à XV anglais participant en 2014-2015 au RFU Championship. Il est basé à Moseley, dans la banlieue de Birmingham.
Le club a un passé riche, remportant la Coupe d'Angleterre et jouant au plus haut niveau du rugby amateur anglais dans les années 1970 et 1980 avant de disparaître de l'élite, relégué après le championnat d'Angleterre de rugby à XV 1990-1991.

## Palmarès
- Finaliste de la Coupe d'Angleterre : 1972, 1979.
- Vainqueur en 1982 (titre partagé).

## Joueurs célèbres
- Al Charron
- Simon Hodgkinson
- Nigel Horton
- Steve Ojomoh
- Mike Teague
- Victor Ubogu
- Oliver Atkinson

## Liste des entraîneurs
- Ian Smith